# Pterolophia arabica
Pterolophia arabica är en skalbaggsart som beskrevs av Teocchi 1992. Pterolophia arabica ingår i släktet Pterolophia och familjen långhorningar. Inga underarter finns listade i Catalogue of Life.